# Cryptotis evaristoi
Cryptotis evaristoi — вид ссавців з родини мідицевих (Soricidae). Це ендемік на північ від Перуанських Анд, поблизу кордону з Еквадором. Належить до групи C. thomasi. Крім усього іншого, її відрізняє від інших південноамериканських землерийок великий розмір, відносно короткий хвіст і деякі аспекти морфології зубів. Їх природні місця проживання — болота і гірські ліси. Валідність виду скасована згідно з дослідженням 2025 року.